# Liste des planètes mineures non numérotées découvertes entre le 1er et le 15 janvier 2015
Pour un article plus général, voir Liste des planètes mineures non numérotées découvertes en 2015.
Pour un article plus général, voir Liste des planètes mineures.
Cet article dresse la liste des planètes mineures (astéroïdes, centaures, objets transneptuniens et assimilés) non numérotées découvertes en janvier 2015 dans l'ordre de leur découverte.
Au 15 janvier 2025, 661 077 des 1 434 993 planètes mineures répertoriées par le Centre des planètes mineures ne sont pas encore numérotées, soit 46,07 %.

## Rappel concernant la désignation provisoire
La désignation provisoire indique l'ordre de découverte de ces objets. En effet, cette désignation est composée de l'année de découverte (par exemple 2015) suivie de la quinzaine (demi-mois) de découverte (p.e. A = 1-15 janvier) puis de l'ordre de découverte dans cette quinzaine. Cet ordre est indiqué par une lettre et éventuellement un chiffre comme suit : A pour la première découverte, B pour la deuxième, ..., Z pour la 25e (le I n'est pas utilisé pour éviter la confusion avec 1), A1 pour la 26e, B1 pour la 27e, etc. , Z1 pour la 50e, A2 pour la 51e, B2 pour la 52e, etc. L'ordre de la numérotation ne suit donc pas l'ordre alphanumérique. 2015 AA1 suit ainsi 2015 AZ et précède 2015 AB1.

## Liste du1erau 15 janvier 2015
- 2015 AB
- 2015 AC
- 2015 AE
- 2015 AF
- 2015 AH
- 2015 AY
- 2015 AF1
- 2015 AK1
- 2015 AM1
- 2015 AN1
- 2015 AP1
- 2015 AS1
- 2015 AX1
- 2015 AJ2
- 2015 AK2
- 2015 AL2
- 2015 AM2
- 2015 AN2
- 2015 AP2
- 2015 AT2
- 2015 AX2
- 2015 AY2
- 2015 AA3
- 2015 AC3
- 2015 AJ3
- 2015 AO3
- 2015 AH4
- 2015 AK4
- 2015 AM4
- 2015 AP4
- 2015 AS4
- 2015 AY4
- 2015 AH5
- 2015 AK5
- 2015 AR5
- 2015 AU5
- 2015 AV5
- 2015 AZ5
- 2015 AA6
- 2015 AE6
- 2015 AF6
- 2015 AK6
- 2015 AP6
- 2015 AQ6
- 2015 AR6
- 2015 AT6
- 2015 AU6
- 2015 AW6
- 2015 AD7
- 2015 AE7
- 2015 AF7
- 2015 AM7
- 2015 AV7
- 2015 AX7
- 2015 AZ7
- 2015 AA8
- 2015 AD8
- 2015 AF8
- 2015 AH8
- 2015 AJ8
- 2015 AO8
- 2015 AS8
- 2015 AU8
- 2015 AX8
- 2015 AY8
- 2015 AA9
- 2015 AC9
- 2015 AD9
- 2015 AG9
- 2015 AH9
- 2015 AM9
- 2015 AO9
- 2015 AS9
- 2015 AV9
- 2015 AZ9
- 2015 AQ10
- 2015 AR10
- 2015 AU10
- 2015 AW10
- 2015 AX10
- 2015 AY10
- 2015 AA11
- 2015 AB11
- 2015 AD11
- 2015 AF11
- 2015 AH11
- 2015 AK11
- 2015 AL11
- 2015 AV11
- 2015 AW11
- 2015 AB12
- 2015 AD12
- 2015 AG12
- 2015 AH12
- 2015 AJ12
- 2015 AL12
- 2015 AM12
- 2015 AN12
- 2015 AP12
- 2015 AY12
- 2015 AB13
- 2015 AS13
- 2015 AV13
- 2015 AY13
- 2015 AZ13
- 2015 AC14
- 2015 AH14
- 2015 AO14
- 2015 AR14
- 2015 AV14
- 2015 AX14
- 2015 AA15
- 2015 AK15
- 2015 AN15
- 2015 AZ15
- 2015 AD16
- 2015 AL16
- 2015 AO16
- 2015 AW16
- 2015 AZ16
- 2015 AC17
- 2015 AF17
- 2015 AJ17
- 2015 AK17
- 2015 AO17
- 2015 AP17
- 2015 AT17
- 2015 AU17
- 2015 AX17
- 2015 AZ17
- 2015 AB18
- 2015 AM18
- 2015 AO18
- 2015 AQ18
- 2015 AS18
- 2015 AX18
- 2015 AC19
- 2015 AD19
- 2015 AF19
- 2015 AH19
- 2015 AJ19
- 2015 AL19
- 2015 AM19
- 2015 AN19
- 2015 AO19
- 2015 AQ19
- 2015 AS19
- 2015 AA20
- 2015 AH20
- 2015 AO20
- 2015 AT20
- 2015 AU20
- 2015 AZ20
- 2015 AB21
- 2015 AD21
- 2015 AE21
- 2015 AG21
- 2015 AN21
- 2015 AQ21
- 2015 AS21
- 2015 AT21
- 2015 AN22
- 2015 AO22
- 2015 AT22
- 2015 AB23
- 2015 AJ23
- 2015 AN23
- 2015 AS23
- 2015 AT23
- 2015 AV23
- 2015 AE24
- 2015 AJ24
- 2015 AK24
- 2015 AR24
- 2015 AU24
- 2015 AV24
- 2015 AX24
- 2015 AZ24
- 2015 AA25
- 2015 AC25
- 2015 AD25
- 2015 AF25
- 2015 AH25
- 2015 AJ25
- 2015 AM25
- 2015 AO25
- 2015 AP25
- 2015 AQ25
- 2015 AS25
- 2015 AT25
- 2015 AV25
- 2015 AW25
- 2015 AA26
- 2015 AB26
- 2015 AG26
- 2015 AO26
- 2015 AP26
- 2015 AQ26
- 2015 AR26
- 2015 AT26
- 2015 AU26
- 2015 AG27
- 2015 AM27
- 2015 AN27
- 2015 AB28
- 2015 AC28
- 2015 AF28
- 2015 AG28
- 2015 AH28
- 2015 AJ28
- 2015 AK28
- 2015 AL28
- 2015 AW28
- 2015 AX28
- 2015 AE29
- 2015 AF29
- 2015 AJ29
- 2015 AK29
- 2015 AM29
- 2015 AP29
- 2015 AR29
- 2015 AT29
- 2015 AX29
- 2015 AY29
- 2015 AZ29
- 2015 AA30
- 2015 AD30
- 2015 AG30
- 2015 AJ30
- 2015 AK30
- 2015 AS30
- 2015 AY30
- 2015 AZ30
- 2015 AB31
- 2015 AC31
- 2015 AD31
- 2015 AF31
- 2015 AG31
- 2015 AJ31
- 2015 AM31
- 2015 AN31
- 2015 AO31
- 2015 AP31
- 2015 AR31
- 2015 AW31
- 2015 AX31
- 2015 AE32
- 2015 AF32
- 2015 AO32
- 2015 AY32
- 2015 AC33
- 2015 AD33
- 2015 AG33
- 2015 AJ33
- 2015 AL33
- 2015 AM33
- 2015 AN33
- 2015 AQ33
- 2015 AW33
- 2015 AX33
- 2015 AB34
- 2015 AE34
- 2015 AG34
- 2015 AJ34
- 2015 AL34
- 2015 AM34
- 2015 AT34
- 2015 AA35
- 2015 AC35
- 2015 AD35
- 2015 AG35
- 2015 AJ35
- 2015 AO35
- 2015 AP35
- 2015 AU35
- 2015 AV35
- 2015 AW35
- 2015 AY35
- 2015 AZ35
- 2015 AB36
- 2015 AD36
- 2015 AE36
- 2015 AN36
- 2015 AQ36
- 2015 AR36
- 2015 AS36
- 2015 AE37
- 2015 AF37
- 2015 AH37
- 2015 AJ37
- 2015 AK37
- 2015 AL37
- 2015 AM37
- 2015 AP37
- 2015 AW37
- 2015 AX37
- 2015 AY37
- 2015 AF38
- 2015 AK38
- 2015 AM38
- 2015 AR38
- 2015 AT38
- 2015 AV38
- 2015 AW38
- 2015 AB39
- 2015 AD39
- 2015 AE39
- 2015 AF39
- 2015 AG39
- 2015 AH39
- 2015 AK39
- 2015 AQ39
- 2015 AT39
- 2015 AU39
- 2015 AZ39
- 2015 AF40
- 2015 AJ40
- 2015 AL40
- 2015 AN40
- 2015 AO40
- 2015 AQ40
- 2015 AV40
- 2015 AY40
- 2015 AZ40
- 2015 AA41
- 2015 AG41
- 2015 AJ41
- 2015 AM41
- 2015 AN41
- 2015 AQ41
- 2015 AR41
- 2015 AX41
- 2015 AY41
- 2015 AD42
- 2015 AK42
- 2015 AL42
- 2015 AM42
- 2015 AO42
- 2015 AV42
- 2015 AA43
- 2015 AK43
- 2015 AO43
- 2015 AP43
- 2015 AQ43
- 2015 AS43
- 2015 AW43
- 2015 AX43
- 2015 AY43
- 2015 AZ43
- 2015 AA44
- 2015 AB44
- 2015 AC44
- 2015 AD44
- 2015 AE44
- 2015 AF44
- 2015 AG44
- 2015 AH44
- 2015 AJ44
- 2015 AK44
- 2015 AM44
- 2015 AN44
- 2015 AO44
- 2015 AP44
- 2015 AQ44
- 2015 AS44
- 2015 AV44
- 2015 AX44
- 2015 AY44
- 2015 AZ44
- 2015 AA45
- 2015 AB45
- 2015 AC45
- 2015 AD45
- 2015 AE45
- 2015 AF45
- 2015 AG45
- 2015 AH45
- 2015 AJ45
- 2015 AK45
- 2015 AM45
- 2015 AN45
- 2015 AO45
- 2015 AP45
- 2015 AU45
- 2015 AW45
- 2015 AX45
- 2015 AA46
- 2015 AE46
- 2015 AF46
- 2015 AH46
- 2015 AP46
- 2015 AT46
- 2015 AU46
- 2015 AX46
- 2015 AZ46
- 2015 AF47
- 2015 AG47
- 2015 AM47
- 2015 AR47
- 2015 AV47
- 2015 AA48
- 2015 AB48
- 2015 AC48
- 2015 AO48
- 2015 AS48
- 2015 AX48
- 2015 AA49
- 2015 AB49
- 2015 AE49
- 2015 AG49
- 2015 AH49
- 2015 AP49
- 2015 AZ49
- 2015 AB50
- 2015 AC50
- 2015 AE50
- 2015 AO50
- 2015 AW50
- 2015 AY50
- 2015 AF51
- 2015 AO51
- 2015 AT51
- 2015 AU51
- 2015 AC52
- 2015 AO52
- 2015 AR52
- 2015 AS52
- 2015 AY52
- 2015 AZ52
- 2015 AA53
- 2015 AC53
- 2015 AG53
- 2015 AJ53
- 2015 AN53
- 2015 AP53
- 2015 AQ53
- 2015 AR53
- 2015 AE54
- 2015 AP54
- 2015 AZ54
- 2015 AA55
- 2015 AC55
- 2015 AJ55
- 2015 AK55
- 2015 AN55
- 2015 AS55
- 2015 AV55
- 2015 AB56
- 2015 AC56
- 2015 AD56
- 2015 AH56
- 2015 AP56
- 2015 AQ56
- 2015 AS56
- 2015 AX56
- 2015 AZ56
- 2015 AB57
- 2015 AH57
- 2015 AJ57
- 2015 AL57
- 2015 AN57
- 2015 AQ57
- 2015 AR57
- 2015 AW57
- 2015 AY57
- 2015 AZ57
- 2015 AB58
- 2015 AD58
- 2015 AM58
- 2015 AN58
- 2015 AP58
- 2015 AX58
- 2015 AE59
- 2015 AH59
- 2015 AJ59
- 2015 AO59
- 2015 AP59
- 2015 AT59
- 2015 AA60
- 2015 AF60
- 2015 AO60
- 2015 AV60
- 2015 AX60
- 2015 AZ60
- 2015 AB61
- 2015 AF61
- 2015 AG61
- 2015 AN61
- 2015 AT61
- 2015 AV61
- 2015 AX61
- 2015 AA62
- 2015 AB62
- 2015 AC62
- 2015 AF62
- 2015 AL62
- 2015 AR62
- 2015 AC63
- 2015 AD63
- 2015 AE63
- 2015 AF63
- 2015 AH63
- 2015 AL63
- 2015 AM63
- 2015 AQ63
- 2015 AR63
- 2015 AS63
- 2015 AT63
- 2015 AX63
- 2015 AY63
- 2015 AB64
- 2015 AE64
- 2015 AJ64
- 2015 AK64
- 2015 AO64
- 2015 AQ64
- 2015 AV64
- 2015 AH65
- 2015 AK65
- 2015 AP65
- 2015 AR65
- 2015 AY65
- 2015 AC66
- 2015 AD66
- 2015 AF66
- 2015 AH66
- 2015 AJ66
- 2015 AM66
- 2015 AO66
- 2015 AS66
- 2015 AU66
- 2015 AA67
- 2015 AB67
- 2015 AK67
- 2015 AL67
- 2015 AN67
- 2015 AO67
- 2015 AU67
- 2015 AV67
- 2015 AB68
- 2015 AC68
- 2015 AD68
- 2015 AE68
- 2015 AW68
- 2015 AX68
- 2015 AY68
- 2015 AE69
- 2015 AG69
- 2015 AK69
- 2015 AL69
- 2015 AO69
- 2015 AS69
- 2015 AZ69
- 2015 AB70
- 2015 AD70
- 2015 AF70
- 2015 AG70
- 2015 AM70
- 2015 AN70
- 2015 AV70
- 2015 AW70
- 2015 AZ70
- 2015 AD71
- 2015 AE71
- 2015 AF71
- 2015 AK71
- 2015 AL71
- 2015 AM71
- 2015 AP71
- 2015 AX71
- 2015 AA72
- 2015 AB72
- 2015 AD72
- 2015 AK72
- 2015 AO72
- 2015 AP72
- 2015 AQ72
- 2015 AR72
- 2015 AS72
- 2015 AW72
- 2015 AY72
- 2015 AF73
- 2015 AG73
- 2015 AJ73
- 2015 AT73
- 2015 AW73
- 2015 AA74
- 2015 AE74
- 2015 AF74
- 2015 AH74
- 2015 AK74
- 2015 AV74
- 2015 AZ74
- 2015 AD75
- 2015 AG75
- 2015 AH75
- 2015 AJ75
- 2015 AN75
- 2015 AO75
- 2015 AU75
- 2015 AW75
- 2015 AY75
- 2015 AB76
- 2015 AK76
- 2015 AO76
- 2015 AQ76
- 2015 AW76
- 2015 AY76
- 2015 AA77
- 2015 AC77
- 2015 AE77
- 2015 AF77
- 2015 AH77
- 2015 AL77
- 2015 AO77
- 2015 AS77
- 2015 AT77
- 2015 AC78
- 2015 AD78
- 2015 AE78
- 2015 AG78
- 2015 AH78
- 2015 AL78
- 2015 AO78
- 2015 AP78
- 2015 AS78
- 2015 AV78
- 2015 AA79
- 2015 AC79
- 2015 AD79
- 2015 AE79
- 2015 AF79
- 2015 AH79
- 2015 AM79
- 2015 AV79
- 2015 AY79
- 2015 AZ79
- 2015 AA80
- 2015 AB80
- 2015 AF80
- 2015 AR80
- 2015 AT80
- 2015 AX80
- 2015 AY80
- 2015 AC81
- 2015 AD81
- 2015 AF81
- 2015 AO81
- 2015 AR81
- 2015 AU81
- 2015 AX81
- 2015 AY81
- 2015 AZ81
- 2015 AA82
- 2015 AB82
- 2015 AE82
- 2015 AH82
- 2015 AJ82
- 2015 AK82
- 2015 AL82
- 2015 AM82
- 2015 AN82
- 2015 AO82
- 2015 AQ82
- 2015 AS82
- 2015 AT82
- 2015 AW82
- 2015 AZ82
- 2015 AE83
- 2015 AG83
- 2015 AO83
- 2015 AS83
- 2015 AA84
- 2015 AB84
- 2015 AD84
- 2015 AE84
- 2015 AH84
- 2015 AN84
- 2015 AO84
- 2015 AS84
- 2015 AU84
- 2015 AW84
- 2015 AB85
- 2015 AF85
- 2015 AH85
- 2015 AK85
- 2015 AL85
- 2015 AO85
- 2015 AP85
- 2015 AQ85
- 2015 AR85
- 2015 AT85
- 2015 AW85
- 2015 AX85
- 2015 AA86
- 2015 AB86
- 2015 AE86
- 2015 AF86
- 2015 AL86
- 2015 AM86
- 2015 AN86
- 2015 AO86
- 2015 AR86
- 2015 AS86
- 2015 AZ86
- 2015 AD87
- 2015 AJ87
- 2015 AU87
- 2015 AV87
- 2015 AW87
- 2015 AY87
- 2015 AZ87
- 2015 AC88
- 2015 AG88
- 2015 AP88
- 2015 AV88
- 2015 AY88
- 2015 AB89
- 2015 AF89
- 2015 AG89
- 2015 AH89
- 2015 AM89
- 2015 AN89
- 2015 AO89
- 2015 AR89
- 2015 AW89
- 2015 AB90
- 2015 AE90
- 2015 AH90
- 2015 AJ90
- 2015 AK90
- 2015 AL90
- 2015 AP90
- 2015 AS90
- 2015 AU90
- 2015 AV90
- 2015 AZ90
- 2015 AG91
- 2015 AK91
- 2015 AM91
- 2015 AO91
- 2015 AP91
- 2015 AT91
- 2015 AW91
- 2015 AZ91
- 2015 AE92
- 2015 AK92
- 2015 AL92
- 2015 AR92
- 2015 AS92
- 2015 AV92
- 2015 AY92
- 2015 AZ92
- 2015 AA93
- 2015 AC93
- 2015 AF93
- 2015 AH93
- 2015 AJ93
- 2015 AK93
- 2015 AL93
- 2015 AM93
- 2015 AR93
- 2015 AU93
- 2015 AV93
- 2015 AX93
- 2015 AY93
- 2015 AA94
- 2015 AB94
- 2015 AC94
- 2015 AE94
- 2015 AG94
- 2015 AH94
- 2015 AJ94
- 2015 AK94
- 2015 AL94
- 2015 AO94
- 2015 AQ94
- 2015 AR94
- 2015 AU94
- 2015 AB95
- 2015 AE95
- 2015 AJ95
- 2015 AM95
- 2015 AO95
- 2015 AQ95
- 2015 AR95
- 2015 AS95
- 2015 AT95
- 2015 AU95
- 2015 AE96
- 2015 AK96
- 2015 AL96
- 2015 AN96
- 2015 AP96
- 2015 AQ96
- 2015 AR96
- 2015 AT96
- 2015 AU96
- 2015 AE97
- 2015 AG97
- 2015 AK97
- 2015 AN97
- 2015 AO97
- 2015 AP97
- 2015 AT97
- 2015 AV97
- 2015 AY97
- 2015 AZ97
- 2015 AA98
- 2015 AD98
- 2015 AF98
- 2015 AJ98
- 2015 AN98
- 2015 AP98
- 2015 AW98
- 2015 AZ98
- 2015 AC99
- 2015 AD99
- 2015 AG99
- 2015 AL99
- 2015 AQ99
- 2015 AR99
- 2015 AU99
- 2015 AZ99
- 2015 AA100
- 2015 AF100
- 2015 AL100
- 2015 AR100
- 2015 AS100
- 2015 AU100
- 2015 AW100
- 2015 AA101
- 2015 AB101
- 2015 AC101
- 2015 AD101
- 2015 AF101
- 2015 AK101
- 2015 AL101
- 2015 AM101
- 2015 AN101
- 2015 AQ101
- 2015 AY101
- 2015 AA102
- 2015 AF102
- 2015 AJ102
- 2015 AN102
- 2015 AR102
- 2015 AU102
- 2015 AA103
- 2015 AB103
- 2015 AC103
- 2015 AG103
- 2015 AK103
- 2015 AL103
- 2015 AM103
- 2015 AN103
- 2015 AQ103
- 2015 AR103
- 2015 AS103
- 2015 AU103
- 2015 AW103
- 2015 AX103
- 2015 AF104
- 2015 AG104
- 2015 AH104
- 2015 AJ104
- 2015 AL104
- 2015 AM104
- 2015 AN104
- 2015 AO104
- 2015 AR104
- 2015 AS104
- 2015 AU104
- 2015 AZ104
- 2015 AA105
- 2015 AB105
- 2015 AE105
- 2015 AR105
- 2015 AU105
- 2015 AA106
- 2015 AG106
- 2015 AK106
- 2015 AN106
- 2015 AP106
- 2015 AS106
- 2015 AV106
- 2015 AB107
- 2015 AC107
- 2015 AD107
- 2015 AK107
- 2015 AL107
- 2015 AM107
- 2015 AN107
- 2015 AP107
- 2015 AQ107
- 2015 AS107
- 2015 AU107
- 2015 AV107
- 2015 AL108
- 2015 AM108
- 2015 AP108
- 2015 AT108
- 2015 AU108
- 2015 AW108
- 2015 AY108
- 2015 AB109
- 2015 AD109
- 2015 AE109
- 2015 AH109
- 2015 AK109
- 2015 AM109
- 2015 AN109
- 2015 AP109
- 2015 AU109
- 2015 AE110
- 2015 AF110
- 2015 AG110
- 2015 AH110
- 2015 AT110
- 2015 AV110
- 2015 AZ110
- 2015 AB111
- 2015 AP111
- 2015 AS111
- 2015 AZ111
- 2015 AB112
- 2015 AD112
- 2015 AO112
- 2015 AQ112
- 2015 AY112
- 2015 AE113
- 2015 AG113
- 2015 AL113
- 2015 AP113
- 2015 AT113
- 2015 AU113
- 2015 AW113
- 2015 AY113
- 2015 AC114
- 2015 AE114
- 2015 AN114
- 2015 AT114
- 2015 AY114
- 2015 AD115
- 2015 AE115
- 2015 AF115
- 2015 AG115
- 2015 AH115
- 2015 AK115
- 2015 AL115
- 2015 AM115
- 2015 AN115
- 2015 AV115
- 2015 AW115
- 2015 AZ115
- 2015 AA116
- 2015 AF116
- 2015 AH116
- 2015 AJ116
- 2015 AK116
- 2015 AN116
- 2015 AR116
- 2015 AT116
- 2015 AW116
- 2015 AZ116
- 2015 AH117
- 2015 AP117
- 2015 AQ117
- 2015 AS117
- 2015 AW117
- 2015 AY117
- 2015 AZ117
- 2015 AH118
- 2015 AJ118
- 2015 AL118
- 2015 AM118
- 2015 AO118
- 2015 AR118
- 2015 AT118
- 2015 AA119
- 2015 AE119
- 2015 AG119
- 2015 AJ119
- 2015 AK119
- 2015 AO119
- 2015 AP119
- 2015 AT119
- 2015 AY119
- 2015 AZ119
- 2015 AN120
- 2015 AS120
- 2015 AT120
- 2015 AV120
- 2015 AW120
- 2015 AH121
- 2015 AK121
- 2015 AO121
- 2015 AR121
- 2015 AZ121
- 2015 AD122
- 2015 AE122
- 2015 AH122
- 2015 AJ122
- 2015 AK122
- 2015 AM122
- 2015 AP122
- 2015 AQ122
- 2015 AR122
- 2015 AS122
- 2015 AT122
- 2015 AY122
- 2015 AB123
- 2015 AD123
- 2015 AH123
- 2015 AK123
- 2015 AN123
- 2015 AP123
- 2015 AQ123
- 2015 AR123
- 2015 AT123
- 2015 AX123
- 2015 AY123
- 2015 AB124
- 2015 AC124
- 2015 AF124
- 2015 AH124
- 2015 AK124
- 2015 AN124
- 2015 AO124
- 2015 AQ124
- 2015 AS124
- 2015 AU124
- 2015 AW124
- 2015 AX124
- 2015 AA125
- 2015 AH125
- 2015 AK125
- 2015 AP125
- 2015 AY125
- 2015 AZ125
- 2015 AA126
- 2015 AC126
- 2015 AJ126
- 2015 AK126
- 2015 AL126
- 2015 AO126
- 2015 AU126
- 2015 AV126
- 2015 AW126
- 2015 AY126
- 2015 AZ126
- 2015 AA127
- 2015 AC127
- 2015 AG127
- 2015 AH127
- 2015 AJ127
- 2015 AM127
- 2015 AO127
- 2015 AP127
- 2015 AR127
- 2015 AT127
- 2015 AU127
- 2015 AB128
- 2015 AC128
- 2015 AD128
- 2015 AG128
- 2015 AK128
- 2015 AL128
- 2015 AO128
- 2015 AP128
- 2015 AS128
- 2015 AU128
- 2015 AZ128
- 2015 AF129
- 2015 AG129
- 2015 AL129
- 2015 AT129
- 2015 AB130
- 2015 AD130
- 2015 AG130
- 2015 AJ130
- 2015 AT130
- 2015 AW130
- 2015 AZ130
- 2015 AB131
- 2015 AD131
- 2015 AG131
- 2015 AK131
- 2015 AV131
- 2015 AX131
- 2015 AY131
- 2015 AA132
- 2015 AC132
- 2015 AK132
- 2015 AQ132
- 2015 AW132
- 2015 AB133
- 2015 AH133
- 2015 AJ133
- 2015 AK133
- 2015 AP133
- 2015 AZ133
- 2015 AB134
- 2015 AE134
- 2015 AH134
- 2015 AJ134
- 2015 AK134
- 2015 AL134
- 2015 AN134
- 2015 AO134
- 2015 AW134
- 2015 AX134
- 2015 AA135
- 2015 AD135
- 2015 AE135
- 2015 AF135
- 2015 AG135
- 2015 AJ135
- 2015 AP135
- 2015 AT135
- 2015 AW135
- 2015 AD136
- 2015 AG136
- 2015 AJ136
- 2015 AO136
- 2015 AP136
- 2015 AU136
- 2015 AV136
- 2015 AW136
- 2015 AC137
- 2015 AE137
- 2015 AH137
- 2015 AO137
- 2015 AR137
- 2015 AT137
- 2015 AV137
- 2015 AB138
- 2015 AG138
- 2015 AH138
- 2015 AL138
- 2015 AO138
- 2015 AP138
- 2015 AR138
- 2015 AT138
- 2015 AU138
- 2015 AB139
- 2015 AD139
- 2015 AF139
- 2015 AG139
- 2015 AL139
- 2015 AP139
- 2015 AZ139
- 2015 AA140
- 2015 AC140
- 2015 AE140
- 2015 AG140
- 2015 AJ140
- 2015 AL140
- 2015 AS140
- 2015 AV140
- 2015 AW140
- 2015 AZ140
- 2015 AF141
- 2015 AH141
- 2015 AL141
- 2015 AM141
- 2015 AP141
- 2015 AR141
- 2015 AU141
- 2015 AW141
- 2015 AX141
- 2015 AA142
- 2015 AB142
- 2015 AD142
- 2015 AG142
- 2015 AJ142
- 2015 AL142
- 2015 AP142
- 2015 AR142
- 2015 AV142
- 2015 AY142
- 2015 AA143
- 2015 AF143
- 2015 AH143
- 2015 AR143
- 2015 AS143
- 2015 AX143
- 2015 AZ143
- 2015 AB144
- 2015 AC144
- 2015 AK144
- 2015 AL144
- 2015 AO144
- 2015 AP144
- 2015 AT144
- 2015 AW144
- 2015 AZ144
- 2015 AA145
- 2015 AB145
- 2015 AE145
- 2015 AF145
- 2015 AL145
- 2015 AO145
- 2015 AP145
- 2015 AU145
- 2015 AG146
- 2015 AO146
- 2015 AQ146
- 2015 AS146
- 2015 AT146
- 2015 AU146
- 2015 AY146
- 2015 AA147
- 2015 AE147
- 2015 AF147
- 2015 AL147
- 2015 AT147
- 2015 AZ147
- 2015 AA148
- 2015 AH148
- 2015 AK148
- 2015 AO148
- 2015 AR148
- 2015 AU148
- 2015 AV148
- 2015 AW148
- 2015 AA149
- 2015 AE149
- 2015 AN149
- 2015 AQ149
- 2015 AS149
- 2015 AU149
- 2015 AC150
- 2015 AD150
- 2015 AF150
- 2015 AG150
- 2015 AK150
- 2015 AN150
- 2015 AQ150
- 2015 AS150
- 2015 AZ150
- 2015 AA151
- 2015 AE151
- 2015 AH151
- 2015 AK151
- 2015 AU151
- 2015 AV151
- 2015 AW151
- 2015 AX151
- 2015 AB152
- 2015 AE152
- 2015 AF152
- 2015 AK152
- 2015 AO152
- 2015 AT152
- 2015 AX152
- 2015 AZ152
- 2015 AA153
- 2015 AD153
- 2015 AG153
- 2015 AH153
- 2015 AJ153
- 2015 AM153
- 2015 AN153
- 2015 AS153
- 2015 AX153
- 2015 AB154
- 2015 AC154
- 2015 AE154
- 2015 AH154
- 2015 AN154
- 2015 AO154
- 2015 AP154
- 2015 AW154
- 2015 AY154
- 2015 AA155
- 2015 AB155
- 2015 AG155
- 2015 AH155
- 2015 AQ155
- 2015 AU155
- 2015 AV155
- 2015 AX155
- 2015 AD156
- 2015 AE156
- 2015 AH156
- 2015 AK156
- 2015 AM156
- 2015 AO156
- 2015 AR156
- 2015 AS156
- 2015 AW156
- 2015 AY156
- 2015 AD157
- 2015 AF157
- 2015 AL157
- 2015 AN157
- 2015 AO157
- 2015 AA158
- 2015 AJ158
- 2015 AN158
- 2015 AO158
- 2015 AS158
- 2015 AT158
- 2015 AY158
- 2015 AA159
- 2015 AC159
- 2015 AE159
- 2015 AG159
- 2015 AL159
- 2015 AN159
- 2015 AR159
- 2015 AV159
- 2015 AX159
- 2015 AA160
- 2015 AC160
- 2015 AF160
- 2015 AH160
- 2015 AJ160
- 2015 AP160
- 2015 AT160
- 2015 AW160
- 2015 AY160
- 2015 AZ160
- 2015 AA161
- 2015 AE161
- 2015 AG161
- 2015 AH161
- 2015 AM161
- 2015 AP161
- 2015 AR161
- 2015 AS161
- 2015 AT161
- 2015 AV161
- 2015 AW161
- 2015 AX161
- 2015 AA162
- 2015 AE162
- 2015 AH162
- 2015 AS162
- 2015 AV162
- 2015 AZ162
- 2015 AE163
- 2015 AF163
- 2015 AG163
- 2015 AL163
- 2015 AM163
- 2015 AO163
- 2015 AP163
- 2015 AQ163
- 2015 AS163
- 2015 AZ163
- 2015 AA164
- 2015 AB164
- 2015 AC164
- 2015 AF164
- 2015 AJ164
- 2015 AQ164
- 2015 AR164
- 2015 AT164
- 2015 AU164
- 2015 AW164
- 2015 AA165
- 2015 AF165
- 2015 AG165
- 2015 AJ165
- 2015 AK165
- 2015 AL165
- 2015 AM165
- 2015 AN165
- 2015 AO165
- 2015 AP165
- 2015 AQ165
- 2015 AW165
- 2015 AX165
- 2015 AZ165
- 2015 AK166
- 2015 AL166
- 2015 AO166
- 2015 AP166
- 2015 AX166
- 2015 AA167
- 2015 AD167
- 2015 AE167
- 2015 AF167
- 2015 AH167
- 2015 AO167
- 2015 AR167
- 2015 AT167
- 2015 AV167
- 2015 AX167
- 2015 AT168
- 2015 AZ168
- 2015 AE169
- 2015 AF169
- 2015 AG169
- 2015 AJ169
- 2015 AQ169
- 2015 AU169
- 2015 AA170
- 2015 AB170
- 2015 AF170
- 2015 AG170
- 2015 AH170
- 2015 AJ170
- 2015 AK170
- 2015 AM170
- 2015 AO170
- 2015 AP170
- 2015 AV170
- 2015 AA171
- 2015 AC171
- 2015 AD171
- 2015 AE171
- 2015 AF171
- 2015 AG171
- 2015 AJ171
- 2015 AL171
- 2015 AR171
- 2015 AU171
- 2015 AA172
- 2015 AD172
- 2015 AF172
- 2015 AH172
- 2015 AK172
- 2015 AP172
- 2015 AR172
- 2015 AS172
- 2015 AN173
- 2015 AQ173
- 2015 AY173
- 2015 AZ173
- 2015 AA174
- 2015 AB174
- 2015 AE174
- 2015 AG174
- 2015 AO174
- 2015 AQ174
- 2015 AS174
- 2015 AU174
- 2015 AV174
- 2015 AW174
- 2015 AY174
- 2015 AA175
- 2015 AG175
- 2015 AH175
- 2015 AK175
- 2015 AN175
- 2015 AO175
- 2015 AP175
- 2015 AQ175
- 2015 AR175
- 2015 AW175
- 2015 AY175
- 2015 AF176
- 2015 AG176
- 2015 AK176
- 2015 AL176
- 2015 AN176
- 2015 AO176
- 2015 AP176
- 2015 AQ176
- 2015 AR176
- 2015 AT176
- 2015 AV176
- 2015 AW176
- 2015 AX176
- 2015 AY176
- 2015 AB177
- 2015 AD177
- 2015 AE177
- 2015 AF177
- 2015 AJ177
- 2015 AM177
- 2015 AN177
- 2015 AP177
- 2015 AQ177
- 2015 AR177
- 2015 AS177
- 2015 AT177
- 2015 AU177
- 2015 AW177
- 2015 AX177
- 2015 AY177
- 2015 AA178
- 2015 AB178
- 2015 AH178
- 2015 AJ178
- 2015 AK178
- 2015 AL178
- 2015 AM178
- 2015 AO178
- 2015 AP178
- 2015 AQ178
- 2015 AS178
- 2015 AX178
- 2015 AC179
- 2015 AJ179
- 2015 AN179
- 2015 AO179
- 2015 AS179
- 2015 AU179
- 2015 AV179
- 2015 AW179
- 2015 AX179
- 2015 AZ179
- 2015 AB180
- 2015 AD180
- 2015 AE180
- 2015 AG180
- 2015 AJ180
- 2015 AK180
- 2015 AM180
- 2015 AN180
- 2015 AR180
- 2015 AS180
- 2015 AT180
- 2015 AV180
- 2015 AW180
- 2015 AX180
- 2015 AY180
- 2015 AZ180
- 2015 AB181
- 2015 AC181
- 2015 AH181
- 2015 AJ181
- 2015 AL181
- 2015 AO181
- 2015 AR181
- 2015 AS181
- 2015 AT181
- 2015 AV181
- 2015 AA182
- 2015 AD182
- 2015 AF182
- 2015 AG182
- 2015 AH182
- 2015 AM182
- 2015 AO182
- 2015 AP182
- 2015 AR182
- 2015 AU182
- 2015 AY182
- 2015 AZ182
- 2015 AA183
- 2015 AC183
- 2015 AE183
- 2015 AN183
- 2015 AW183
- 2015 AX183
- 2015 AZ183
- 2015 AC184
- 2015 AG184
- 2015 AJ184
- 2015 AM184
- 2015 AO184
- 2015 AQ184
- 2015 AR184
- 2015 AT184
- 2015 AZ184
- 2015 AC185
- 2015 AH185
- 2015 AK185
- 2015 AN185
- 2015 AQ185
- 2015 AR185
- 2015 AT185
- 2015 AD186
- 2015 AH186
- 2015 AJ186
- 2015 AK186
- 2015 AV186
- 2015 AY186
- 2015 AA187
- 2015 AL187
- 2015 AM187
- 2015 AO187
- 2015 AQ187
- 2015 AR187
- 2015 AS187
- 2015 AW187
- 2015 AX187
- 2015 AY187
- 2015 AA188
- 2015 AF188
- 2015 AK188
- 2015 AN188
- 2015 AP188
- 2015 AQ188
- 2015 AV188
- 2015 AY188
- 2015 AC189
- 2015 AD189
- 2015 AF189
- 2015 AQ189
- 2015 AX189
- 2015 AY189
- 2015 AZ189
- 2015 AB190
- 2015 AF190
- 2015 AK190
- 2015 AL190
- 2015 AM190
- 2015 AN190
- 2015 AU190
- 2015 AX190
- 2015 AA191
- 2015 AC191
- 2015 AD191
- 2015 AF191
- 2015 AJ191
- 2015 AN191
- 2015 AO191
- 2015 AS191
- 2015 AV191
- 2015 AY191
- 2015 AZ191
- 2015 AA192
- 2015 AF192
- 2015 AH192
- 2015 AM192
- 2015 AS192
- 2015 AW192
- 2015 AX192
- 2015 AY192
- 2015 AB193
- 2015 AC193
- 2015 AF193
- 2015 AH193
- 2015 AL193
- 2015 AN193
- 2015 AQ193
- 2015 AR193
- 2015 AU193
- 2015 AZ193
- 2015 AC194
- 2015 AE194
- 2015 AF194
- 2015 AG194
- 2015 AM194
- 2015 AP194
- 2015 AR194
- 2015 AS194
- 2015 AY194
- 2015 AA195
- 2015 AE195
- 2015 AF195
- 2015 AH195
- 2015 AK195
- 2015 AL195
- 2015 AM195
- 2015 AN195
- 2015 AT195
- 2015 AU195
- 2015 AW195
- 2015 AX195
- 2015 AZ195
- 2015 AB196
- 2015 AJ196
- 2015 AK196
- 2015 AO196
- 2015 AP196
- 2015 AQ196
- 2015 AR196
- 2015 AU196
- 2015 AX196
- 2015 AY196
- 2015 AZ196
- 2015 AA197
- 2015 AB197
- 2015 AD197
- 2015 AG197
- 2015 AH197
- 2015 AK197
- 2015 AM197
- 2015 AS197
- 2015 AT197
- 2015 AY197
- 2015 AD198
- 2015 AE198
- 2015 AJ198
- 2015 AM198
- 2015 AQ198
- 2015 AR198
- 2015 AL199
- 2015 AM199
- 2015 AN199
- 2015 AR199
- 2015 AS199
- 2015 AU199
- 2015 AZ199
- 2015 AB200
- 2015 AC200
- 2015 AD200
- 2015 AE200
- 2015 AV200
- 2015 AG201
- 2015 AK201
- 2015 AQ201
- 2015 AR201
- 2015 AV201
- 2015 AW201
- 2015 AY201
- 2015 AC202
- 2015 AH202
- 2015 AV202
- 2015 AY202
- 2015 AA203
- 2015 AH203
- 2015 AK203
- 2015 AL203
- 2015 AU203
- 2015 AY203
- 2015 AC204
- 2015 AD204
- 2015 AE204
- 2015 AJ204
- 2015 AQ204
- 2015 AT204
- 2015 AV204
- 2015 AX204
- 2015 AD205
- 2015 AG205
- 2015 AK205
- 2015 AL205
- 2015 AO205
- 2015 AX205
- 2015 AE206
- 2015 AP206
- 2015 AR206
- 2015 AU206
- 2015 AZ206
- 2015 AE207
- 2015 AM207
- 2015 AQ207
- 2015 AR207
- 2015 AT207
- 2015 AV207
- 2015 AD208
- 2015 AF208
- 2015 AH208
- 2015 AJ208
- 2015 AL208
- 2015 AO208
- 2015 AP208
- 2015 AR208
- 2015 AS208
- 2015 AW208
- 2015 AX208
- 2015 AY208
- 2015 AC209
- 2015 AG209
- 2015 AH209
- 2015 AN209
- 2015 AP209
- 2015 AR209
- 2015 AS209
- 2015 AU209
- 2015 AV209
- 2015 AZ209
- 2015 AB210
- 2015 AE210
- 2015 AF210
- 2015 AX210
- 2015 AF211
- 2015 AH211
- 2015 AK211
- 2015 AU211
- 2015 AW211
- 2015 AX211
- 2015 AY211
- 2015 AB212
- 2015 AE212
- 2015 AJ212
- 2015 AK212
- 2015 AQ212
- 2015 AU212
- 2015 AY212
- 2015 AZ212
- 2015 AA213
- 2015 AB213
- 2015 AC213
- 2015 AD213
- 2015 AF213
- 2015 AG213
- 2015 AJ213
- 2015 AL213
- 2015 AO213
- 2015 AP213
- 2015 AR213
- 2015 AW213
- 2015 AY213
- 2015 AH214
- 2015 AO214
- 2015 AU214
- 2015 AX214
- 2015 AY214
- 2015 AE215
- 2015 AJ215
- 2015 AL215
- 2015 AM215
- 2015 AR215
- 2015 AW215
- 2015 AB216
- 2015 AE216
- 2015 AM216
- 2015 AN216
- 2015 AQ216
- 2015 AA217
- 2015 AO217
- 2015 AQ217
- 2015 AT217
- 2015 AW217
- 2015 AX217
- 2015 AA218
- 2015 AC218
- 2015 AD218
- 2015 AH218
- 2015 AA219
- 2015 AE219
- 2015 AG219
- 2015 AN219
- 2015 AR219
- 2015 AW219
- 2015 AZ219
- 2015 AB220
- 2015 AC220
- 2015 AH220
- 2015 AM220
- 2015 AN220
- 2015 AO220
- 2015 AP220
- 2015 AS220
- 2015 AT220
- 2015 AV220
- 2015 AX220
- 2015 AC221
- 2015 AF221
- 2015 AG221
- 2015 AH221
- 2015 AM221
- 2015 AP221
- 2015 AQ221
- 2015 AU221
- 2015 AV221
- 2015 AX221
- 2015 AY221
- 2015 AA222
- 2015 AC222
- 2015 AD222
- 2015 AF222
- 2015 AL222
- 2015 AU222
- 2015 AV222
- 2015 AY222
- 2015 AZ222
- 2015 AB223
- 2015 AJ223
- 2015 AM223
- 2015 AN223
- 2015 AO223
- 2015 AP223
- 2015 AC224
- 2015 AE224
- 2015 AF224
- 2015 AV224
- 2015 AY224
- 2015 AC225
- 2015 AF225
- 2015 AG225
- 2015 AH225
- 2015 AL225
- 2015 AM225
- 2015 AN225
- 2015 AO225
- 2015 AQ225
- 2015 AR225
- 2015 AU225
- 2015 AX225
- 2015 AY225
- 2015 AE226
- 2015 AM226
- 2015 AO226
- 2015 AT226
- 2015 AW226
- 2015 AX226
- 2015 AE227
- 2015 AG227
- 2015 AH227
- 2015 AL227
- 2015 AP227
- 2015 AS227
- 2015 AV227
- 2015 AX227
- 2015 AD228
- 2015 AH228
- 2015 AK228
- 2015 AL228
- 2015 AM228
- 2015 AN228
- 2015 AU228
- 2015 AX228
- 2015 AJ229
- 2015 AN229
- 2015 AW229
- 2015 AC230
- 2015 AJ230
- 2015 AR230
- 2015 AS230
- 2015 AT230
- 2015 AA231
- 2015 AB231
- 2015 AC231
- 2015 AJ231
- 2015 AL231
- 2015 AN231
- 2015 AP231
- 2015 AQ231
- 2015 AS231
- 2015 AT231
- 2015 AW231
- 2015 AY231
- 2015 AG232
- 2015 AK232
- 2015 AL232
- 2015 AQ232
- 2015 AV232
- 2015 AX232
- 2015 AY232
- 2015 AC233
- 2015 AG233
- 2015 AJ233
- 2015 AK233
- 2015 AO233
- 2015 AP233
- 2015 AR233
- 2015 AU233
- 2015 AC234
- 2015 AD234
- 2015 AF234
- 2015 AH234
- 2015 AJ234
- 2015 AK234
- 2015 AL234
- 2015 AN234
- 2015 AR234
- 2015 AT234
- 2015 AY234
- 2015 AZ234
- 2015 AB235
- 2015 AE235
- 2015 AK235
- 2015 AP235
- 2015 AW235
- 2015 AX235
- 2015 AA236
- 2015 AM236
- 2015 AN236
- 2015 AO236
- 2015 AQ236
- 2015 AR236
- 2015 AT236
- 2015 AW236
- 2015 AY236
- 2015 AZ236
- 2015 AC237
- 2015 AH237
- 2015 AK237
- 2015 AL237
- 2015 AM237
- 2015 AN237
- 2015 AO237
- 2015 AR237
- 2015 AT237
- 2015 AX237
- 2015 AE238
- 2015 AF238
- 2015 AG238
- 2015 AJ238
- 2015 AK238
- 2015 AP238
- 2015 AR238
- 2015 AS238
- 2015 AY238
- 2015 AZ238
- 2015 AA239
- 2015 AC239
- 2015 AF239
- 2015 AK239
- 2015 AL239
- 2015 AV239
- 2015 AW239
- 2015 AC240
- 2015 AG240
- 2015 AN240
- 2015 AP240
- 2015 AT240
- 2015 AB241
- 2015 AD241
- 2015 AF241
- 2015 AO241
- 2015 AY241
- 2015 AK242
- 2015 AN242
- 2015 AR242
- 2015 AY242
- 2015 AD243
- 2015 AH243
- 2015 AM243
- 2015 AN243
- 2015 AO243
- 2015 AT243
- 2015 AY243
- 2015 AZ243
- 2015 AC244
- 2015 AH244
- 2015 AP244
- 2015 AR244
- 2015 AG245
- 2015 AM245
- 2015 AN245
- 2015 AU245
- 2015 AV245
- 2015 AW245
- 2015 AX245
- 2015 AY245
- 2015 AA246
- 2015 AB246
- 2015 AC246
- 2015 AD246
- 2015 AE246
- 2015 AY246
- 2015 AZ246
- 2015 AC247
- 2015 AD247
- 2015 AE247
- 2015 AF247
- 2015 AH247
- 2015 AL247
- 2015 AS247
- 2015 AU247
- 2015 AZ247
- 2015 AA248
- 2015 AB248
- 2015 AD248
- 2015 AE248
- 2015 AG248
- 2015 AJ248
- 2015 AL248
- 2015 AN248
- 2015 AV248
- 2015 AA249
- 2015 AC249
- 2015 AD249
- 2015 AE249
- 2015 AL249
- 2015 AM249
- 2015 AQ249
- 2015 AR249
- 2015 AT249
- 2015 AW249
- 2015 AB250
- 2015 AD250
- 2015 AE250
- 2015 AG250
- 2015 AH250
- 2015 AK250
- 2015 AN250
- 2015 AO250
- 2015 AS250
- 2015 AY250
- 2015 AZ250
- 2015 AC251
- 2015 AH251
- 2015 AO251
- 2015 AP251
- 2015 AQ251
- 2015 AR251
- 2015 AW251
- 2015 AQ252
- 2015 AR252
- 2015 AW252
- 2015 AD253
- 2015 AF253
- 2015 AJ253
- 2015 AL253
- 2015 AN253
- 2015 AO253
- 2015 AP253
- 2015 AS253
- 2015 AT253
- 2015 AX253
- 2015 AZ253
- 2015 AA254
- 2015 AD254
- 2015 AF254
- 2015 AR254
- 2015 AT254
- 2015 AZ254
- 2015 AB255
- 2015 AC255
- 2015 AD255
- 2015 AG255
- 2015 AK255
- 2015 AM255
- 2015 AP255
- 2015 AS255
- 2015 AU255
- 2015 AV255
- 2015 AX255
- 2015 AY255
- 2015 AZ255
- 2015 AG256
- 2015 AL256
- 2015 AP256
- 2015 AQ256
- 2015 AR256
- 2015 AU256
- 2015 AX256
- 2015 AC257
- 2015 AD257
- 2015 AG257
- 2015 AL257
- 2015 AM257
- 2015 AP257
- 2015 AT257
- 2015 AW257
- 2015 AZ257
- 2015 AA258
- 2015 AC258
- 2015 AF258
- 2015 AJ258
- 2015 AU258
- 2015 AV258
- 2015 AA259
- 2015 AB259
- 2015 AC259
- 2015 AH259
- 2015 AN259
- 2015 AT259
- 2015 AU259
- 2015 AW259
- 2015 AJ260
- 2015 AK260
- 2015 AL260
- 2015 AM260
- 2015 AN260
- 2015 AZ260
- 2015 AA261
- 2015 AD261
- 2015 AJ261
- 2015 AM261
- 2015 AO261
- 2015 AP261
- 2015 AR261
- 2015 AU261
- 2015 AK262
- 2015 AL262
- 2015 AO262
- 2015 AP262
- 2015 AU262
- 2015 AW262
- 2015 AO263
- 2015 AC265
- 2015 AD265
- 2015 AF265
- 2015 AK265
- 2015 AS265
- 2015 AZ265
- 2015 AA266
- 2015 AB266
- 2015 AE266
- 2015 AK266
- 2015 AM266
- 2015 AO266
- 2015 AT266
- 2015 AU266
- 2015 AV266
- 2015 AX266
- 2015 AC267
- 2015 AE267
- 2015 AF267
- 2015 AG267
- 2015 AH267
- 2015 AL267
- 2015 AM267
- 2015 AR267
- 2015 AT267
- 2015 AV267
- 2015 AX267
- 2015 AY267
- 2015 AE268
- 2015 AF268
- 2015 AH268
- 2015 AK268
- 2015 AL268
- 2015 AO268
- 2015 AT268
- 2015 AX268
- 2015 AA269
- 2015 AB269
- 2015 AD269
- 2015 AF269
- 2015 AG269
- 2015 AJ269
- 2015 AN269
- 2015 AP269
- 2015 AR269
- 2015 AU269
- 2015 AX269
- 2015 AY269
- 2015 AZ269
- 2015 AB270
- 2015 AD270
- 2015 AE270
- 2015 AF270
- 2015 AH270
- 2015 AJ270
- 2015 AO270
- 2015 AQ270
- 2015 AR270
- 2015 AU270
- 2015 AY270
- 2015 AB271
- 2015 AC271
- 2015 AG271
- 2015 AH271
- 2015 AJ271
- 2015 AK271
- 2015 AL271
- 2015 AO271
- 2015 AP271
- 2015 AQ271
- 2015 AS271
- 2015 AT271
- 2015 AU271
- 2015 AV271
- 2015 AW271
- 2015 AZ271
- 2015 AA272
- 2015 AE272
- 2015 AF272
- 2015 AJ272
- 2015 AM272
- 2015 AN272
- 2015 AW272
- 2015 AB273
- 2015 AG273
- 2015 AH273
- 2015 AJ273
- 2015 AK273
- 2015 AM273
- 2015 AY273
- 2015 AD274
- 2015 AE274
- 2015 AG274
- 2015 AJ274
- 2015 AK274
- 2015 AL274
- 2015 AU274
- 2015 AV274
- 2015 AW274
- 2015 AY274
- 2015 AZ274
- 2015 AC275
- 2015 AE275
- 2015 AF275
- 2015 AG275
- 2015 AH275
- 2015 AO275
- 2015 AV275
- 2015 AY275
- 2015 AZ275
- 2015 AH276
- 2015 AU276
- 2015 AV276
- 2015 AX276
- 2015 AD277
- 2015 AG277
- 2015 AN277
- 2015 AP277
- 2015 AR277
- 2015 AZ277
- 2015 AB278
- 2015 AC278
- 2015 AD278
- 2015 AE278
- 2015 AH278
- 2015 AJ278
- 2015 AK278
- 2015 AM278
- 2015 AY278
- 2015 AF279
- 2015 AQ279
- 2015 AR279
- 2015 AV279
- 2015 AW279
- 2015 AE280
- 2015 AK280
- 2015 AM280
- 2015 AX280
- 2015 AZ280
- 2015 AA281
- 2015 AC281
- 2015 AE281
- 2015 AH281
- 2015 AP281
- 2015 AS281
- 2015 AT281
- 2015 AV281
- 2015 AC282
- 2015 AD282
- 2015 AE282
- 2015 AF282
- 2015 AG282
- 2015 AH282
- 2015 AJ282
- 2015 AL282
- 2015 AM282
- 2015 AN282
- 2015 AP282
- 2015 AQ282
- 2015 AS282
- 2015 AU282
- 2015 AW282
- 2015 AX282
- 2015 AY282
- 2015 AZ282
- 2015 AB283
- 2015 AE283
- 2015 AF283
- 2015 AO283
- 2015 AR283
- 2015 AM284
- 2015 AQ284
- 2015 AR284
- 2015 AU284
- 2015 AV284
- 2015 AB285
- 2015 AM285
- 2015 AO285
- 2015 AP285
- 2015 AQ285
- 2015 AT285
- 2015 AU285
- 2015 AB286
- 2015 AF286
- 2015 AK286
- 2015 AM286
- 2015 AB287
- 2015 AD287
- 2015 AG287
- 2015 AK287
- 2015 AL287
- 2015 AN287
- 2015 AQ287
- 2015 AT287
- 2015 AW287
- 2015 AC288
- 2015 AD288
- 2015 AF288
- 2015 AG288
- 2015 AH288
- 2015 AJ288
- 2015 AK288
- 2015 AM288
- 2015 AO288
- 2015 AQ288
- 2015 AT288
- 2015 AU288
- 2015 AV288
- 2015 AW288
- 2015 AX288
- 2015 AA289
- 2015 AB289
- 2015 AH289
- 2015 AL289
- 2015 AP289
- 2015 AQ289
- 2015 AS289
- 2015 AT289
- 2015 AU289
- 2015 AW289
- 2015 AX289
- 2015 AY289
- 2015 AA290
- 2015 AG290
- 2015 AH290
- 2015 AJ290
- 2015 AK290
- 2015 AL290
- 2015 AN290
- 2015 AQ290
- 2015 AS290
- 2015 AT290
- 2015 AU290
- 2015 AY290
- 2015 AC291
- 2015 AF291
- 2015 AG291
- 2015 AH291
- 2015 AK291
- 2015 AM291
- 2015 AN291
- 2015 AP291
- 2015 AQ291
- 2015 AR291
- 2015 AS291
- 2015 AT291
- 2015 AX291
- 2015 AZ291
- 2015 AC292
- 2015 AE292
- 2015 AF292
- 2015 AJ292
- 2015 AM292
- 2015 AN292
- 2015 AO292
- 2015 AQ292
- 2015 AS292
- 2015 AX292
- 2015 AY292
- 2015 AA293
- 2015 AB293
- 2015 AE293
- 2015 AF293
- 2015 AN293
- 2015 AQ293
- 2015 AR293
- 2015 AS293
- 2015 AU293
- 2015 AW293
- 2015 AY293
- 2015 AZ293
- 2015 AB294
- 2015 AD294
- 2015 AF294
- 2015 AG294
- 2015 AH294
- 2015 AJ294
- 2015 AK294
- 2015 AL294
- 2015 AM294
- 2015 AN294
- 2015 AO294
- 2015 AP294
- 2015 AQ294
- 2015 AR294
- 2015 AU294
- 2015 AV294
- 2015 AX294
- 2015 AY294
- 2015 AZ294
- 2015 AA295
- 2015 AB295
- 2015 AC295
- 2015 AD295
- 2015 AF295
- 2015 AG295
- 2015 AJ295
- 2015 AL295
- 2015 AM295
- 2015 AN295
- 2015 AO295
- 2015 AP295
- 2015 AQ295
- 2015 AR295
- 2015 AS295
- 2015 AU295
- 2015 AV295
- 2015 AW295
- 2015 AX295
- 2015 AY295
- 2015 AZ295
- 2015 AA296
- 2015 AB296
- 2015 AC296
- 2015 AD296
- 2015 AE296
- 2015 AF296
- 2015 AG296
- 2015 AH296
- 2015 AK296
- 2015 AL296
- 2015 AM296
- 2015 AN296
- 2015 AO296
- 2015 AP296
- 2015 AQ296
- 2015 AR296
- 2015 AS296
- 2015 AT296
- 2015 AU296
- 2015 AV296
- 2015 AW296
- 2015 AX296
- 2015 AY296
- 2015 AA297
- 2015 AD297
- 2015 AE297
- 2015 AF297
- 2015 AG297
- 2015 AJ297
- 2015 AK297
- 2015 AL297
- 2015 AM297
- 2015 AN297
- 2015 AO297
- 2015 AP297
- 2015 AT297
- 2015 AU297
- 2015 AW297
- 2015 AZ297
- 2015 AA298
- 2015 AB298
- 2015 AD298
- 2015 AE298
- 2015 AK298
- 2015 AM298
- 2015 AN298
- 2015 AQ298
- 2015 AV298
- 2015 AX298
- 2015 AD299
- 2015 AK299
- 2015 AL299
- 2015 AM299
- 2015 AP299
- 2015 AQ299
- 2015 AR299
- 2015 AS299
- 2015 AU299
- 2015 AV299
- 2015 AW299
- 2015 AX299
- 2015 AY299
- 2015 AZ299
- 2015 AA300
- 2015 AC300
- 2015 AJ300
- 2015 AK300
- 2015 AL300
- 2015 AM300
- 2015 AN300
- 2015 AO300
- 2015 AP300
- 2015 AQ300
- 2015 AR300
- 2015 AS300
- 2015 AT300
- 2015 AU300
- 2015 AV300
- 2015 AW300
- 2015 AX300
- 2015 AY300
- 2015 AB301
- 2015 AC301
- 2015 AD301
- 2015 AE301
- 2015 AF301
- 2015 AG301
- 2015 AM301
- 2015 AN301
- 2015 AO301
- 2015 AP301
- 2015 AQ301
- 2015 AT301
- 2015 AV301
- 2015 AW301
- 2015 AX301
- 2015 AY301
- 2015 AA302
- 2015 AB302
- 2015 AC302
- 2015 AD302
- 2015 AE302
- 2015 AF302
- 2015 AG302
- 2015 AH302
- 2015 AJ302
- 2015 AL302
- 2015 AN302
- 2015 AO302
- 2015 AP302
- 2015 AQ302
- 2015 AR302
- 2015 AS302
- 2015 AT302
- 2015 AU302
- 2015 AV302
- 2015 AY302
- 2015 AZ302
- 2015 AC303
- 2015 AG303
- 2015 AH303
- 2015 AJ303
- 2015 AL303
- 2015 AM303
- 2015 AN303
- 2015 AQ303
- 2015 AR303
- 2015 AT303
- 2015 AU303
- 2015 AV303
- 2015 AX303
- 2015 AY303
- 2015 AZ303
- 2015 AB304
- 2015 AC304
- 2015 AH304
- 2015 AJ304
- 2015 AK304
- 2015 AL304
- 2015 AN304
- 2015 AP304
- 2015 AQ304
- 2015 AS304
- 2015 AT304
- 2015 AU304
- 2015 AW304
- 2015 AX304
- 2015 AA305
- 2015 AC305
- 2015 AD305
- 2015 AE305
- 2015 AF305
- 2015 AG305
- 2015 AH305
- 2015 AJ305
- 2015 AK305
- 2015 AL305
- 2015 AM305
- 2015 AN305
- 2015 AO305
- 2015 AP305
- 2015 AQ305
- 2015 AR305
- 2015 AT305
- 2015 AU305
- 2015 AV305
- 2015 AW305
- 2015 AX305
- 2015 AY305
- 2015 AZ305
- 2015 AA306
- 2015 AC306
- 2015 AD306
- 2015 AE306
- 2015 AG306
- 2015 AJ306
- 2015 AL306
- 2015 AM306
- 2015 AO306
- 2015 AP306
- 2015 AQ306
- 2015 AR306
- 2015 AS306
- 2015 AT306
- 2015 AU306
- 2015 AW306
- 2015 AY306
- 2015 AZ306
- 2015 AB307
- 2015 AC307
- 2015 AD307
- 2015 AE307
- 2015 AF307
- 2015 AG307
- 2015 AH307
- 2015 AJ307
- 2015 AK307
- 2015 AM307
- 2015 AN307
- 2015 AO307
- 2015 AP307
- 2015 AQ307
- 2015 AR307
- 2015 AS307
- 2015 AT307
- 2015 AU307
- 2015 AV307
- 2015 AW307
- 2015 AX307
- 2015 AY307
- 2015 AZ307
- 2015 AA308
- 2015 AB308
- 2015 AC308
- 2015 AD308
- 2015 AE308
- 2015 AG308
- 2015 AH308
- 2015 AJ308
- 2015 AK308
- 2015 AL308
- 2015 AM308
- 2015 AN308
- 2015 AO308
- 2015 AP308
- 2015 AQ308
- 2015 AS308
- 2015 AT308
- 2015 AU308
- 2015 AV308
- 2015 AW308
- 2015 AX308
- 2015 AY308
- 2015 AZ308
- 2015 AA309
- 2015 AB309
- 2015 AC309
- 2015 AD309
- 2015 AF309
- 2015 AG309
- 2015 AH309
- 2015 AJ309
- 2015 AK309
- 2015 AL309
- 2015 AM309
- 2015 AN309
- 2015 AO309
- 2015 AP309
- 2015 AQ309
- 2015 AR309
- 2015 AS309
- 2015 AT309
- 2015 AU309
- 2015 AV309
- 2015 AW309
- 2015 AX309
- 2015 AY309
- 2015 AZ309
- 2015 AA310
- 2015 AB310
- 2015 AC310
- 2015 AD310
- 2015 AE310
- 2015 AF310
- 2015 AG310
- 2015 AH310
- 2015 AJ310
- 2015 AK310
- 2015 AL310
- 2015 AM310
- 2015 AN310
- 2015 AO310
- 2015 AP310
- 2015 AQ310
- 2015 AR310
- 2015 AS310
- 2015 AT310
- 2015 AU310
- 2015 AV310
- 2015 AW310
- 2015 AY310
- 2015 AZ310
- 2015 AA311
- 2015 AB311
- 2015 AD311
- 2015 AE311
- 2015 AF311
- 2015 AG311
- 2015 AH311
- 2015 AJ311
- 2015 AK311
- 2015 AL311
- 2015 AM311
- 2015 AN311
- 2015 AO311
- 2015 AP311
- 2015 AQ311
- 2015 AR311
- 2015 AS311
- 2015 AT311
- 2015 AU311
- 2015 AV311
- 2015 AW311
- 2015 AX311
- 2015 AY311
- 2015 AZ311
- 2015 AA312
- 2015 AB312
- 2015 AC312
- 2015 AD312
- 2015 AE312
- 2015 AF312
- 2015 AG312
- 2015 AH312
- 2015 AJ312
- 2015 AK312
- 2015 AL312
- 2015 AM312
- 2015 AN312
- 2015 AO312
- 2015 AP312
- 2015 AQ312
- 2015 AR312
- 2015 AS312
- 2015 AT312